# Вис (острів)
Вис (хорв. Vis pronounced [ʋîːs]; дав.-гр. Ἴσσα; лат. Issa; італ. Lissa; грец. Βις) — острів в Адріатичному морі, в південній частині Хорватії, біля далматинського узбережжя. На острові розташоване однойменне місто.
Площа острова — 90,26 км ², населення — 3 617 осіб (2001 р.). Найвища точка острова — м. Хум (587 м), довжина берегової лінії — 76,6 км. Від острова Хвар відділений Виським каналом. Острів Вис — найвіддаленіший від материка серед населених островів Адріатики.
Найбільші населені пункти — міста Вис (1 960, перепис 2001 р.) на східному березі острова і Комижа (1 677, перепис 2001 р.) на західному. У місті Вис є поромна пристань, що зв'язує острів з островом Хвар і материковим містом Спліт.
Населення зайняте туристичним обслуговуванням, рибальством, виноградарством.

## Історія

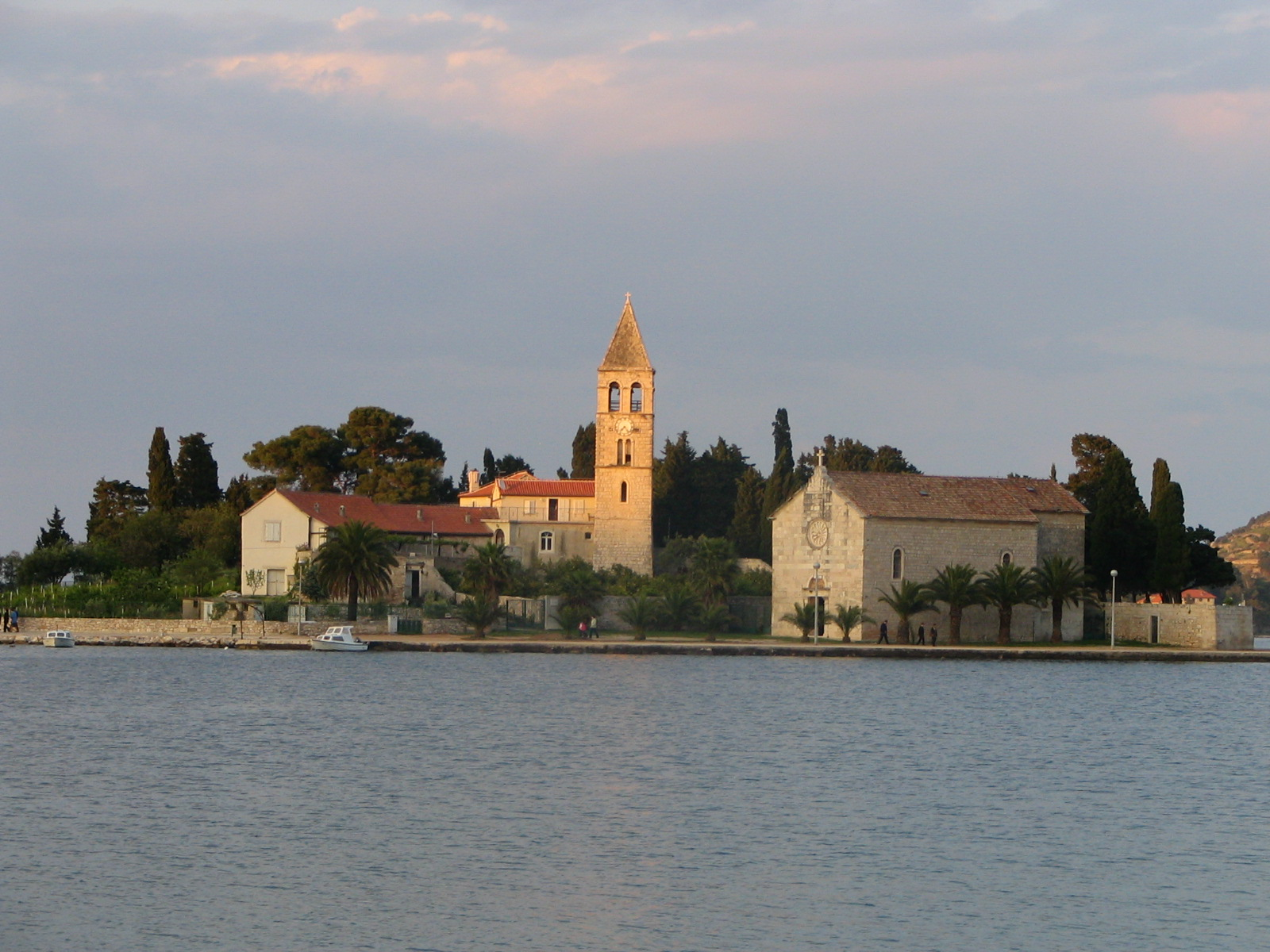
Францисканський монастир в м. Вис

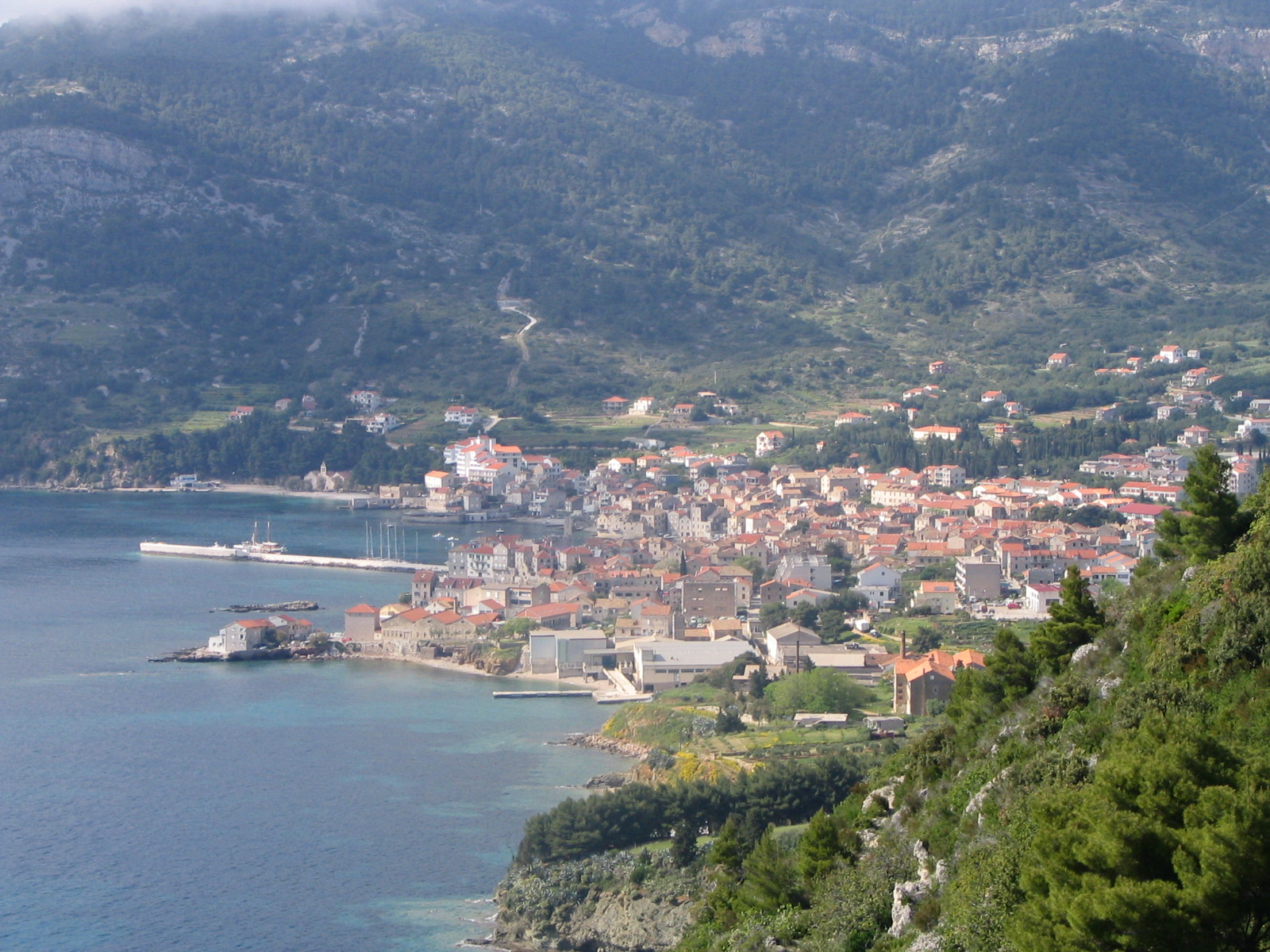
Вид на м. Комижа

Історія острова Віс, як і інших далматинських островів, дуже давня. Саме тут на місці сучасного міста Вис в IV столітті до н. е. була заснована перша грецька колонія на Адріатиці — Ісса. Звідси грецькі колонізатори почали розселятися на інші острови і на материкове узбережжя.
У III столітті до н. е. Вис разом з усією Іллірією перейшов під контроль Риму. У VIII ст. на острів, як і на решту далматинського узбережжя, прийшли слов'яни, які перемішалися з греко-римським населенням острова.
У Середні віки острів знаходився головним чином під контролем Венеції, хоча вона періодично втрачала владу над Висом, як і над іншими далматинськими островами. Після закінчення наполеонівських воєн в 1815 острів Вис разом з далматинським узбережжям відійшов Австрії.
У XIX ст. біля острова відбулися дві великих морських битви, обидві увійшли в історію як «Битва при Ліссі».
- Битва при Ліссі (1811 р.). 13 березня 1811 р. англійський флот під командуванням капітана Вільяма Хоста розгромив переважаючий франко-венеціанський флот.
- Битва при Ліссі (1866 р.). 20 липня 1866 австрійський флот під командуванням Тегетгофа здобув перемогу над італійським флотом під командуванням Персано.

У 1918–1921 р.р. острів окупували італійці, після першої світової війни він став частиною Югославії. У повоєнний час на острові була побудована секретна військово-морська база, після чого його відвідування іноземцями було заборонено. Заборона була знята лише в 1989 р., за рік до розпаду Югославії, після якого острів став частиною незалежної Хорватії.

## Пам'ятки
- Вис — невелике старовинне місто. Францисканський монастир XVI ст., побудований на руїнах грецького і римського театрів, кілька церков і палаців XVI та XVII ст. .
- Комижа — місто рибалок. Безліч рибних ресторанів, а також музей рибальства, розміщений у старовинній фортечній вежі.
- « Блакитна печера» (хорв. Modra špilja) — розташована на невеликому острові Бишево, який знаходиться недалеко від міста Комижа. Туристів приваблює грот, в якому завдяки ефекту заломлення світла у воді всі люди і предмети здаються залитими блакитним світлом.